# 卡尔洛·斯蒂帕尼奇
卡尔洛·斯蒂帕尼奇（1941年12月8日—），克罗地亚男子水球运动员。他曾代表南斯拉夫国家队参加1964年、1968年和1972年夏季奥林匹克运动会水球比赛，获得一枚金牌和一枚银牌。